# Earias perhuegeli
Earias perhuegeli är en fjärilsart som beskrevs av Holloway 1977. Earias perhuegeli ingår i släktet Earias och familjen trågspinnare. Inga underarter finns listade i Catalogue of Life.

## Bildgalleri

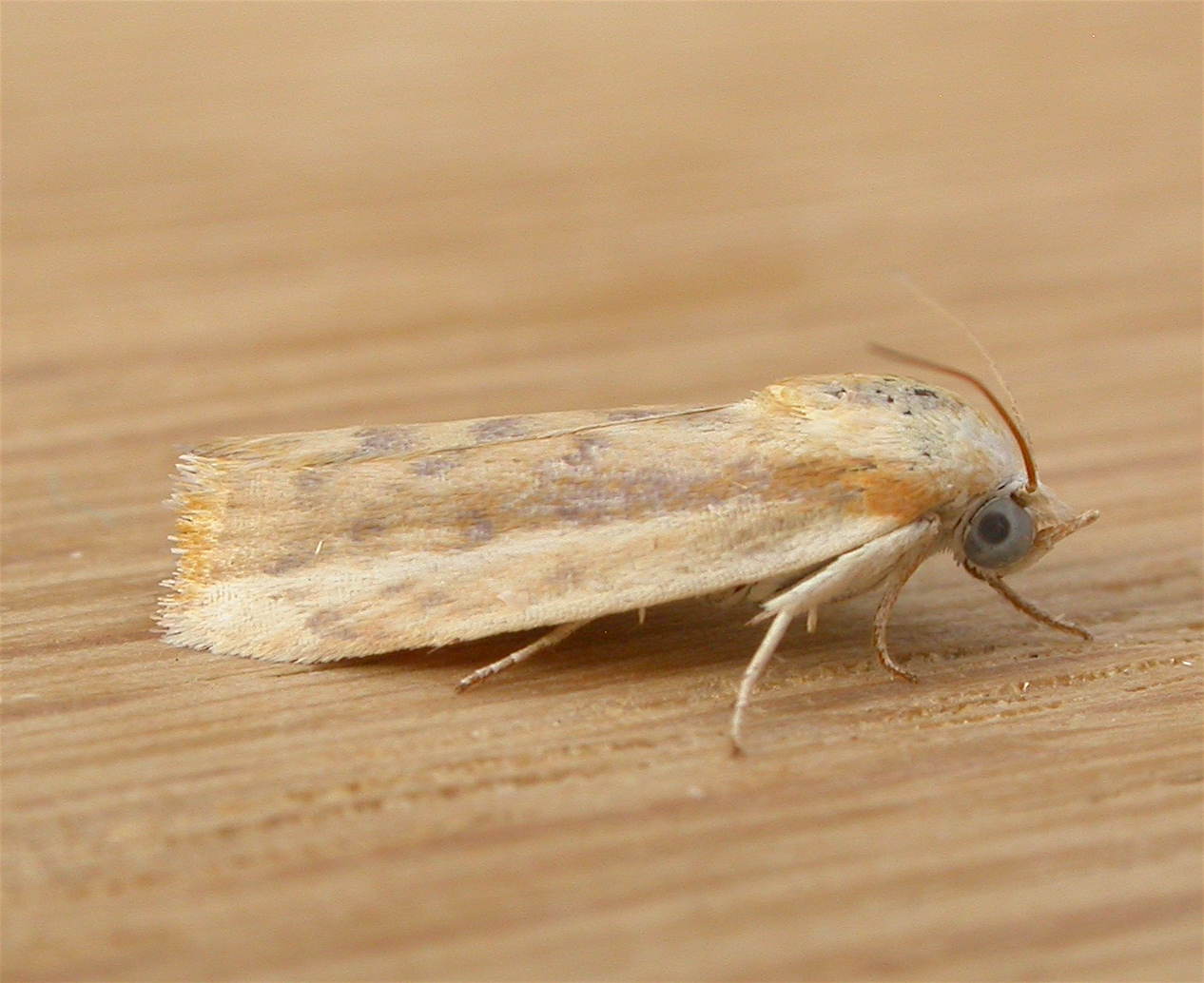